# 伊藤ニーナ
伊藤 ニーナ（いとう ニーナ、1992年10月11日 - ）は、日本の女性ファッションモデルである。福岡県出身。テンカラット所属。

## 略歴
ヨーロッパ系アメリカ人の父と日本人の母との間に5人兄妹の4番目として生まれる。
14歳の頃からレイ・ワールドに所属し福岡を中心にモデルの仕事をしていたが、2011年、「GINGERスターオーディション」モデル部門でグランプリを受賞。同誌の専属モデルに就任したのを機にレイ・ワールドからテンカラットに移籍する。移籍当初は福岡と東京を行き来していたが、現在は東京に移住している。

## 人物
2022年に結婚。2023年12月に第1子女児を出産した。

## 出演

### 雑誌
- GINGER
- GINGER mirror
- yoga JOURNAL
- Gina
- VoCE
- andGIRL

### ショー
- 東京ガールズコレクション 2013S/S、2013A/W、2014S/S、2014A/W、2015SS/S、2015A/W、2016S/S、2016A/W
- Girls Award 2013S/S、2013A/W、2014S/S、2014A/W、2015SS/S、2015A/W、2016S/S、2016A/W
- KANSAI COLLECTION 2013S/S、2016S/S、2016A/W、2017S/S
- 神戸コレクション 2016S/S

### イベント
- GINGER×福岡バーニーズニューヨーク
- GINGER×ファビュラスアンジェラ
- GINGER×（株）ヤクルト
- GINGER×アンシュビート
- GINGER 5th Anniversary Event

### テレビ
- トマトラベル（フジテレビ）
- 東京上級デート（2013年4月24日、テレビ朝日） - ＃51 池田山。
- J:テレ スタイル（2015年3月18日、ジュピターテレコム
- 踊る!さんま御殿!!（2019年2月5日、日本テレビ）
- 浜ちゃんが!（2019年8月7日、日本テレビ）
- アウト×デラックス（2021年1月28日、フジテレビ）[8]

### CM
- C-HR（2017年3月、トヨタ自動車）